# Uruguay (Santa Cruz de Tenerife)
Uruguay es un barrio de la ciudad de Santa Cruz de Tenerife (Canarias, España), que se encuadra administrativamente dentro del distrito de Centro-Ifara.
Su nombre se le puso en 1931 en recuerdo del país sudamericano, siendo conocido hasta entonces como barrio del Asilo.

## Características
El barrio de Uruguay, con una superficie de 0,26 km², se encuentra integrado en el núcleo urbano de la ciudad. Está situado a unos 2 kilómetros del centro y a una altitud media de 91 m s. n. m.
Limita al sur y al este con el barrio de Salamanca, al norte con Barrio Nuevo y Las Acacias y al oeste con el barranco de Santos.
Cuenta con los centros de enseñanza CEIP Salamanca y Escuela Infantil Anaga, la iglesia parroquial dedicada a la Virgen de Fátima, la plaza pública Francisco Hernández Barroso, un parque infantil y una cancha deportiva. También se encuentra en el barrio el asilo de la tercera edad Hogar Nuestra Señora de la Candelaria.

## Historia
Se desarrolló paralelamente al barrio de Salamanca a principios del siglo xx, consolidándose principalmente entre los años 1935 y 1960.

## Demografía
| Año        | 2005 | 2006 | 2007 | 2008 | 2009 | 2010 | 2016 |
| ---------- | ---- | ---- | ---- | ---- | ---- | ---- | ---- |
| Habitantes | 2014 | 1636 | 1563 | 1608 | 1556 | 1536 | 1274 |

## Fiestas
En el barrio se desarrollan actos festivos en el mes de mayo en honor a la Virgen de Fátima.

## Transporte público
En el barrio se encuentra la parada de la línea 1 del Tranvía de Tenerife denominada Puente Zurita.
| Línea | Origen      | Destino    |
| ----- | ----------- | ---------- |
|       | La Trinidad | Santa Cruz |

En guagua queda conectado mediante las siguientes líneas de Titsa: 
| Línea | Trayecto                                                              | Recorrido                                                                                                   |
| ----- | --------------------------------------------------------------------- | --- |
| 228   | Santa Cruz - Los Campitos (por La Cuesta)                             | Recorrido (enlace roto disponible en Internet Archive; véase el historial, la primera versión y la última). |
| 901   | Intercambiador - B. La Salud - Cuesta Piedra (por vía Bco. de Santos) | Recorrido                                                                                                   |
| 902   | Intercambiador - Plaza Los Patos - Barrio Nuevo                       | Recorrido                                                                                                   |
| 904   | Plaza Weyler - Puente Zurita - Bº La Salud - Vuelta Los Pájaros       | Recorrido                                                                                                   |

## Lugares de interés
- Parroquia de la Virgen de Fátima
- Hogar de la 3.ª Edad Nuestra Señora de la Candelaria

## Galería

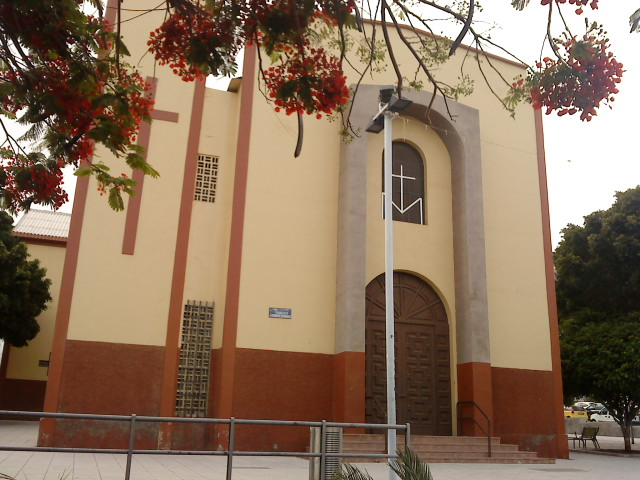
Parroquia de la Virgen de Fátima
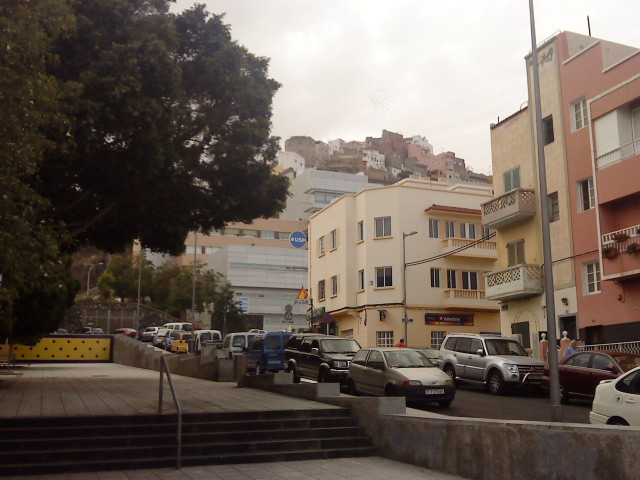
Vista de la calle Prosperidad desde la plaza del barrio de Uruguay, justo en el límite con el barrio de Salamanca. Arriba, en la montaña, Barrio Nuevo.